# 和泉市立黒鳥小学校
和泉市立黒鳥小学校（いずみしりつくろとりしょうがっこう）は、大阪府和泉市黒鳥町1丁目にある公立小学校。

## 年表
- 昭和４５年 ４月 １日 和泉市立黒鳥小学校開校 伯太小学校の校舎を一部使用して発足
- 昭和４５年 ９月 校章決定
- 昭和４５年１２月２０日 新校舎一棟完成 普通教室１７ 家庭科室 １ 理科室 １ 図書室１ 音楽室 １ 給食室 １ 管理室２ 下足ホール １ 便所 ３
- 昭和４５年１２月２１日 新校舎へ移転 新校舎竣工式を挙行 創立記念日を１月１０日に決定
- 昭和４７年１２月１３日 体育館竣工 昭和４８年 ８月 プール竣工
- 昭和４９年 ５月１４日 増築４教室完成（給食室の上）
- 昭和４９年 ９月２９日 校歌制定発表会
- 昭和４９年１２月１８日 学校教材園完成
- 昭和５０年１０月 １日 低学年用砂場設置
- 昭和５２年 ９月 運動場西側防球ネット完成
- 昭和５３年 ６月 シャワー室完成
- 昭和５３年 ９月 温室設置
- 昭和５４年 ６月１５日 正門前通学路（校地）舗装完成
- 昭和５４年 ６月１９日 プールマット完成
- 昭和５４年 ８月１８日 水銀灯設置
- 昭和５４年１１月１１日 創立１０周年記念式典挙行 創立１０周年記念誌発行 コンビネーション遊具設置体育館舞台袖幕完成
- 昭和５６年 ２月２０日 運動場東側防球ネットかさ上げ完成
- 昭和５９年１１月２５日 創立１５周年記念式典挙行 黒鳥郷土誌発行体育館舞台緞帳完成
- 昭和６０年 ２月 くろとり子ども風土記発行
- 昭和６３年 ４月 機械警備実施
- 平成 ２年 ８月 家庭科室他一部改装
- 平成 ３年 ６月 理科室他大改修
- 平成 ５年 ３月 体育館大改修
- 平成 ６年 ７月２３日 創立２５周年記念関連事業実施
- 平成 ６年１０月 ２日 創立２５周年記念体育大会実施
- 平成 ６年１１月２０日 創立２５周年記念式典挙行
- 平成 ７年 １月 ９日 創立２５周年記念誌発行
- 平成 ８年 １月 校舎２階、３階に落下防止ネット設置
- 平成 ８年 ８月 校舎北側手洗い場等の窓枠取り替え（アルミサッシ）
- 平成１１年 １月 コンピュータ室完成
- 平成１１年 ４月 下足ホール前から玄関前の歩道工事完成
- 平成１１年１１月１７日 第２５回大阪府国語科教育研究大会が本校で行われる
- 平成１２年 １月２２日 創立３０周年記念関連事業縦割りスタンプラリー実施
- 平成１２年 ４月 校区再編により府中町セルカ・カリヨン編入
- 平成１３年 ９月 本校前道路整備に伴う門扉改修
- 平成１５年 ７月 屋上外壁改修工事
- 平成１６年 ５月 西門門扉及びフェンス改修
- 平成１６年 ７月 下水本管接続のための校内配管工事
- 平成１７年 ３月 中央階段より東側廊下蛍光灯改修
- 平成１９年 ３月 プレハブ校舎完成（５・６年生教室用）
- 平成１９年 ９月 プール改修工事終了（５月２１日～６月２９日）
- 平成２０年 ７月 プール防水工事完了
- 平成２１年 ３月 給食調理場入り口シャッター設置
- 平成２２年１１月 校舎耐震工事 トイレ改修 外壁塗装 窓枠取替（アルミサッシ） 中庭一部アスファルト舗装
- 平成２３年 ８月 給食調理室改修
- 平成２４年 １月 プール改修工事
- 平成２３年１２月 平成２４年度より創立記念日を ６月２３日に変更することを決定
- 平成２４年 ３月 防災備蓄倉庫設置
- 平成２５年 ３月 プールトイレ新設 プールトイレ横シャワー新設
- 平成２７年 ３月 耐震性緊急貯水槽設置 運動場横の門（伯太小側）改修 デジタル防災行政無線施設（同報系）システム設置
- 平成２８年１２月 体育館改修工事
- 令和元年 ６月２３日 創立５０周年創立記念日
- 令和元年 ８月 各教室空調工事
- 令和元年 ９月２９日 創立５０周年記念運動会
- 令和元年 １１月１６日 創立５０周年記念事業
- 令和元年 １１月１７日 創立５０周年記念式典 ・講演会
- 令和２年 ２月 創立５０周年記念冊子発行

## 通学区域
- 和泉市山荘町
- 和泉市黒鳥町
- 和泉市府中町5丁目（一部）

卒業生は基本的に和泉市立和泉中学校へ進学する。

## 交通
西日本旅客鉄道（JR西日本）阪和線和泉府中駅。徒歩約20分。